# Zonsverduistering van 26 februari 1998

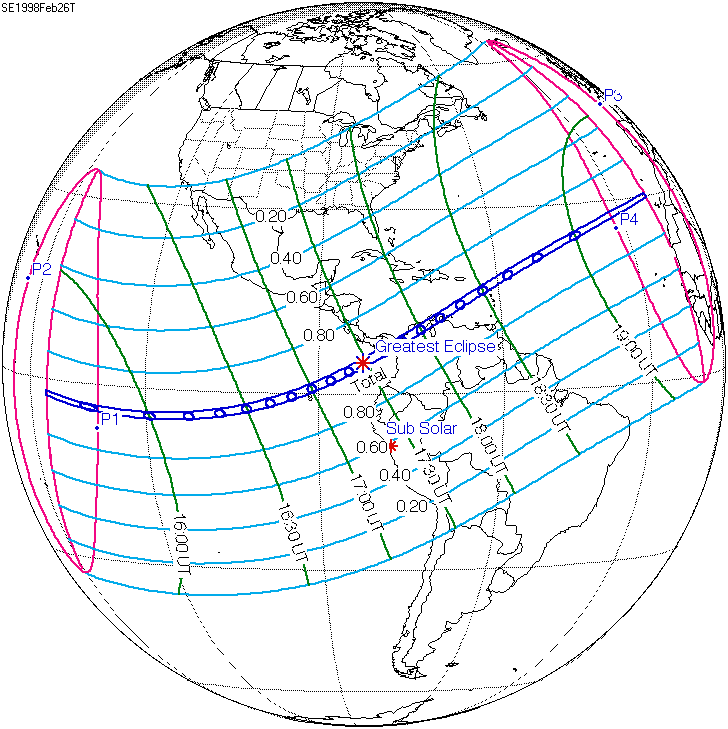
De zonsverduistering was te zien tussen de blauwe lijnen.

De totale zonsverduistering van 26 februari 1998 trok veel over zee, maar was achtereenvolgens te zien op/in deze twaalf (ei)landen: Isabela (Galapagos), Pinta (Galapagos), Marchena (Galapagos), Panama, Colombia, Venezuela, Aruba, Curaçao, Bonaire, Montserrat, Guadeloupe en Antigua.

## Lengte

### Maximum
Het punt met maximale totaliteit lag op zee, ten zuiden van Panama en ten westen van Columbia op coördinatenpunt 4.723° N / 82.7169° W en duurde 4m08,5s.

### Limieten
| Fenomeen                    | Code | Tijdstip UTC |
| --------------------------- | ---- | ------------ |
| Eerste contact bijschaduw   | P1   | 14:50:24.6   |
| Eerste contact kernschaduw  | U1   | 15:46:47.1   |
| Kernschaduw compleet vanaf  | U2   | 15:48:15.7   |
| Bijschaduw compleet vanaf   | P2   | 16:47:30.8   |
| Maximum eclips              | GE   | 17:28:25.1   |
| Bijschaduw compleet t/m     | P3   | 18:09:08.4   |
| Kernschaduw compleet t/m    | U3   | 19:08:27.3   |
| Laatste contact kernschaduw | U4   | 19:09:58.8   |
| Laatste contact bijschaduw  | P4   | 20:06:18.9   |